# Whole30
Whole30 ist eine 30-Tage-Modediät, die Vollwertkost betont und bei der die Teilnehmer Zucker, Alkohol, Getreide, Hülsenfrüchte, Soja und Milchprodukte aus ihrer Ernährung verbannen.
Whole30 ist ähnlich, aber restriktiver als die Paleo-Diät, da Anhänger keine natürlichen Süßstoffe wie Honig oder Ahornsirup essen dürfen. Zu den während des Programms zugelassenen Lebensmitteln gehören Fleisch, Nüsse, Samen, Meeresfrüchte, Eier, Gemüse und Obst. Während des Whole30 wird den Teilnehmern geraten, keine Kalorien zu zählen oder sich selbst zu wiegen.
Nachdem das Programm abgeschlossen ist, werden die Teilnehmer aufgefordert, Lebensmittel außerhalb der empfohlenen Whole30-Liste strategisch einzuführen, die gesundheitlichen Konsequenzen und den kulinarischen Wert zu dokumentieren und festzustellen, ob die Zugabe erwünscht ist. Die Gründer glauben, dass Zucker, Getreide, Milchprodukte, Alkohol und Hülsenfrüchte Gewicht, Energie und Stress beeinflussen. Abnehmen ist kein Schwerpunkt von Whole30; Kalorienzählen und Wiegen sind nicht erlaubt.
Das Programm wurde 2009 von den Sporternährungswissenschaftlern Dallas Hartwig und Melissa Hartwig ins Leben gerufen.
Es wurden keine Studien durchgeführt, die speziell die gesundheitlichen Auswirkungen des Whole30 untersuchen. Während Ernährungsberater im Allgemeinen mit der Betonung des Programms auf Proteine, Gemüse und unverarbeitete Nahrungsmittel und die Vermeidung von hinzugefügtem Zucker und Alkohol übereinstimmen, sehen sie die Whole30-Diät als zu extrem an.
Die Ernährung wurde unter den 38 beliebtesten Diäten, die von US News & World Report in den Best Diets Rankings 2016 bewertet wurden, auf den letzten Platz gesetzt. Meridan Zerner, einer der Beurteiler, sagte: „Wir wollen Verhaltensänderungen und Ernährungsumstellungen, die langsam, fortschrittlich und sinnvoll sind.“ David L. Katz sagte über die Ernährung: „Die Gruppierung [von verbotenen Nahrungsmitteln] ist zufällig und aus der Sicht der Ernährung ziemlich bizarr: Wenn die Idee eine gute Ernährung ist, steht das Weglassen von Vollkornprodukten und Hülsenfrüchten im Widerspruch zu einer Menge Beweise.“ Es wurde vom Health Magazine zu einem der schlechtesten Gesundheitstrends 2013 gewählt.